# Nederlandse kampioenschappen zwemmen 1946
De Nederlandse kampioenschappen zwemmen 1946 werden gehouden op 9, 10 en 11 augustus 1946 in Apeldoorn, Nederland.
In het laatste oorlogsjaar waren er enkel officieuze zwemkampioenschappen, waardoor dit het eerste NK in twee jaar werd. Herman Smitshuijzen nam op de 200 meter schoolslag de leiding door de vlinderslag te zwemmen en ging later over op de schoolslag.

## Zwemmen

### Mannen
| Afstand:           | Goud:                                                            | Tijd    | Zilver:                     | Tijd    | Brons:                       | Tijd    |
| 100 m vrije slag   | Kees Hoving RZC                                                  | 1.02,5  | Joop van Merkesteyn Haarlem | 1.02,9  | Rob Sindorf Het Y            | 1.03,3  |
| 400 m vrije slag   | Rinus van Daatselaar AZ '70                                      | 5.19,4  | Dolf van der Kuil SZC       | 5.22,8  | Rob Sindorf Het Y            | 5.23,1  |
| 1500 m vrije slag  | Rinus van Daatselaar AZ '70                                      | 21.50,0 | Rob Sindorf Het Y           | 22.14,3 | J. L. Schopman Het Y         | 22.45,8 |
| 100 m rugslag      | Frits de Geest HPC                                               | 1.14,5  | Stans Scheffer DJK          | 1.14,7  | Frits Maus Haarlem           | 1.14,9  |
| 200 m schoolslag   | Herman Smitshuijzen AZ '70                                       | 2.53,2  | Bob Bonte ZAR               | 2.55,2  | Ruud van Feggelen De Meeuwen | 2.57,5  |
| 4x200 m vrije slag | Het Y J. L. Schopman Sam Moolenaar Rob Sindorf H. van Rootselaar | 10.26,6 | RZC                         | 10.41,5 | De Robben I                  | 10.41,9 |

### Vrouwen
| Afstand:           | Goud:                   | Tijd   | Zilver:                            | Tijd   | Brons:                     | Tijd   |
| 100 m vrije slag   | Hannie Termeulen HDZ    | 1.10,0 | Marie-Louise Vaessen ZON           | 1.10,4 | Bep van Schaik De Meeuwen  | 1.12,0 |
| 400 m vrije slag   | Hannie Termeulen HDZ    | 5.44,5 | Irma Schuhmacher RDZ               | 5.48,3 | Willy Soetekouw RDZ        | 6.01,6 |
| 100 m rugslag      | Greetje Galliard ADZ    | 1.18,0 | Iet Koster-van Feggelen De Meeuwen | 1.18,3 | Annie Wagemaker De Meeuwen | 1.22,3 |
| 200 m schoolslag   | Nel van Vliet De Robben | 2.58,2 | Willy Haverlag De Robben           | 3.00,1 | Mary Laven De Robben       | 3.07,4 |
| 4x100 m vrije slag | RDZ I                   | 5.06,4 | ADZ                                | 5.19,0 | RDZ II                     | 5.28,3 |

## Schoonspringen

### Mannen
| Onderdeel: | Goud:               | Score  | Zilver:                 | Score  | Brons:            | Score |
| 3 m plank  | Adri van Dongen NZC | 110,73 | R. van Teeseling AZ '70 | 102,00 | Piet Koppelle AZC | 98,09 |

### Vrouwen
| Onderdeel: | Goud:          | Score | Zilver:          | Score | Brons:              | Score |
| 3 m plank  | Coby Floor ADZ | 94,18 | Rie Muytjens ADZ | 92,69 | Toos van Dongen NZC | 90,30 |

Langebaan (50 meter):

1920 ·
1921 ·
1922 ·
1923 ·
1924 ·
1925 ·
1926 ·
1927 ·
1928 ·
1929 ·
1930 ·
1931 ·
1932 ·
1933 ·
1934 ·
1935 ·
1936 ·
1937 ·
1938 ·
1939 ·
1940 ·
1941 ·
1942 ·
1943 ·
1944 ·
1945 ·
1946 ·
1947 ·
1948 ·
1949 ·
1950 ·
1951 ·
1952 ·
1953 ·
1954 ·
1955 ·
1956 ·
1957 ·
1958 ·
1959 ·
1960 ·
1961 ·
1962 ·
1963 ·
1964 ·
1965 ·
1966 ·
1967 ·
1968 ·
1969 ·
1970 ·
1971 ·
1972 ·
1973 ·
1974 ·
1975 ·
1976 ·
1977 ·
1978 ·
1979 ·
1980 ·
1981 ·
1982 ·
1983 ·
1984 ·
1985 ·
1986 ·
1987 ·
1988 ·
1989 ·
1990 ·
1991 ·
1992 ·
1993 ·
1994 ·
1995 ·
1996 ·
1997 ·
1998 ·
Amersfoort 1999 ·
Drachten 2000 ·
Eindhoven 2001 ·
Amersfoort 2002 ·
Amsterdam 2003 ·
Amsterdam 2004 ·
Amsterdam 2005 ·
Eindhoven 2006 ·
Amsterdam 2007 ·
Eindhoven 2008 ·
Eindhoven 2009 ·
Eindhoven 2010 ·
Eindhoven juni 2011 ·
Eindhoven december 2011 ·
Amsterdam 2012 ·
Eindhoven 2013 ·
Eindhoven 2014 ·
Eindhoven 2015 ·
Eindhoven 2016 ·
Eindhoven 2017 ·
Amersfoort 2018 ·
Amersfoort 2019 ·
2020 ·
2021 ·
Amersfoort 2022 ·
Amersfoort 2023 ·
Amersfoort 2024

Kortebaan (25 meter):

1980 ·
1981 ·
1982 ·
1983 ·
1984 ·
1985 ·
1986 ·
1987 ·
1988 ·
1989 ·
1990 ·
1991 ·
1992 ·
1993 ·
1994 ·
1995 ·
1996 ·
1997 ·
's-Hertogenbosch 1998 ·
Nieuwegein 1999 ·
Nieuwegein 2000 ·
Alphen aan den Rijn 2001 ·
Eindhoven 2002 ·
Drachten 2004 ·
Amsterdam 2005 ·
Drachten 2006 ·
Amsterdam 2007 ·
Amsterdam 2008 ·
Amsterdam 2009 ·
Amsterdam 2010 ·
Amsterdam 2012 ·
Dordrecht 2013 ·
Tilburg 2014 ·
Tilburg 2015 ·
Hoofddorp 2016 ·
Hoofddorp 2017 ·
Tilburg 2018 ·
Tilburg 2019 ·
2020 ·
Den Haag 2021 ·
Den Haag 2022 ·
Den Haag 2023